# Cohors IIII Lingonum equitata
La Cohors IIII Lingonum equitata fue una unidad auxilia mixta de infantería y caballería del ejército del Imperio Romano del tipo cohors quinquagenaria equitata, cuya existencia está atestiguada desde finales del siglo I hasta principio del siglo V.

## Reclutamiento
La unidad fue reclutada en 97 por orden del emperador Nerva de entre el pueblo de los lingones de la Gallia Belgica para reforzar las tropas de guarnición en la siempre intranquila provincia romana de Britannia. aunque desconocemos donde estuvo de guarnición y cuál fueron las operaciones concretas durante los imperios de Nerva y Trajano.

## ElsigloII
La unidad fue dirigida hacia los años 120-123 por el Praefectus cohortis Marco Estacio Prisco, quien pudo  dirigir la cohorte cuando la inestabilidad del límite norte de la provincia romana de Britannia condujo a que el emperador Adriano tomase la decisión de fortificar este limes a partir de 122; la Cohors IIII Lingonum equitata fue una de las unidades llamadas a construir el Muro de Adriano, concretamente en el sector central, como prueban los ladrillos sellados con su figlina reutilizados en la Iglesia de Irthington (Gran Bretaña), a medio camino entre Coria (Corbridge) y Luguvalium (Carlisle). 
Del mismo año de inicio de la construcción del Muro de Adriano se documenta el primer Diploma militaris que atestigua la pertenencia de la unidad a la guarnición de esta provincia insular.
En 127, el sector oriental del Muro de Adriano que terminaba en Pons Aelius (Newcastle upon Tyne, Gran Bretaña) fue prolongado unos 4 km hacia el E, culminando con la construcción del castellum Segedunum (Wallsend, Gran Bretaña), concebido conmo la base de una cohors quinquagenaria equitata, que fue asignada a la Cohors IIII Lingonum equitata, como atestiguan los numerosos ladrillos sellados con la figlina de la unidad encontrados entre sus ruinas. En ese mismo año se fecha otro diploma militaris que garantiza la pertenencia de esta unidad a la guarnición de Britannia.
Así mismo, fechado en 130, otro Diploma militaris garantiza que esta cohorte seguía de guarnición en Britannia.
En un momento indeterminado del segundo tercio del siglo II Marco Lucrecio Peregrino.
La cohorte participó en las campañas ordenadas por Antonino Pío para ampliar Britannia hacia el N, hasta construir como nuevo limes fortificado el Muro de Antonino, aunque no se conserva ningún testimonio concreto que así lo atestigüe y no parece que la base de Segedunum fuese abandonada en ese período. De todas formas, la unidad continuaba perteneciendo a la guarnición de Britannia bajo Antonino Pío, como atestiguan un diploma militaris fechados de la siguiente forma:
- 145-146.[9]

- 27 de febrero de 158.[10]

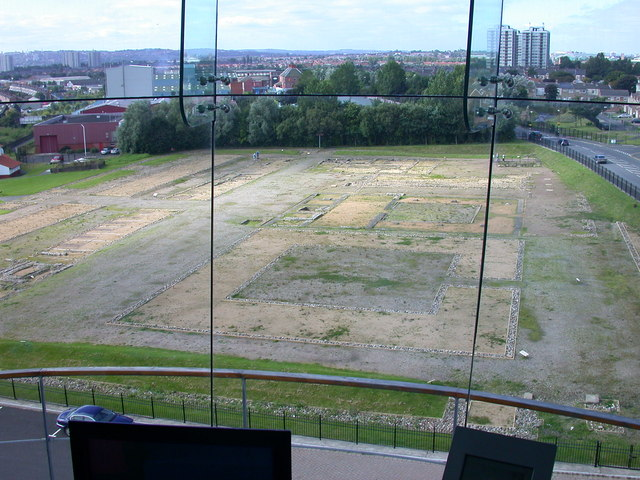
Vista de las ruinas del Castellum Segedunum, base de la Cohors IIII Lingonum, en las que se aprecian los arranques de los muros del Principia o cuartel general de la unidad.

Procedentes de Segedunum se conservan tres inscripciones votivas dedicadas a Júpiter Óptimo Máximo, que atestiguan que la cohorte fue dirigida en la segunda mitad del siglo II por el prefecto Elio Rufo, por el prefecto Cornelio Céler e, interinamente, por el centurio de la Legio II Augusta Julio Honorato. Otra inscripción fragmentada parece indicar que pudo ser dirigida en esos mismos momentos por el prefecto Didio Severo.
Otro diploma de fecha indeterminada indica que la unidad formaba parte de la guarnición de Britannia.

## Los siglos III, IV y V y el final de la cohorte
Los testimonios conservados de la Cohors IIII Lingonum equitata, según el estado actual de los conocimientos sobre la Britannaia romana, alcanzan a duras penas el final de la Dinastía Antonina. La unidad debió apoyar en 193 las pretensiones de Clodio Albino al trono imperial, que terminaron abruptamente con la victoria de Septimio Severo en la batalla de Lugdunum, sin que esta cohorte pasase a la Gallia, debiendo juar lealtad al nuevo amo del Imperio; as sus órdenes y las de su hijo Caracalla debió participar en las operaciones contra los caledonios de 208 a 211.
La unidad debió seguir de guarnición en Britannia defendiendo los límites de la provincia y debió apoyar la sublevación de Tétrico contra Galieno y volver a la lealtad imperial bajo Aureliano.
También debió ser asignada con toda la diócesis de Britannia al César Constancio Cloro y apoyar el ascenso al trono de su hijo Constantino. A lo largo del siglo IV, continuó de guarnición en el Muro de Adriano y debió apoyar la sublevación de Magno Máximo, ya que la Notitia Dignitatum asegura que continuaba de guarnición en Segedunum, aunque dirigida por un Tribunus cohortis y no por un Praefectus cohortis. Desde su base, debió apoyar la sublevación de Constantino III a comienzos del siglo V, pasando a la Gallia, donde debió ser destruida antes de 411 por las tropas leales a Honorio, el emperador legítimo, o por alguno de los numerosos grupos de bárbaros que deambulaban por las Galias.